# Music Box (filme)
Music Box (prt: O Enigma da Caixa de Música; bra: Muito Mais que um Crime) é um filme húngaro-americano de 1989, dos gêneros drama e suspense, dirigido por Constantin Costa-Gavras, com roteiro de Joe Eszterhas.

## Elenco principal
- Jessica Lange.....Ann Talbot
- Armin Mueller-Stahl.....Mike Laszlo
- Frederic Forrest....promotor Jack Burke
- Donald Moffat.....Harry Talbot
- Lukas Haas.....Mikey Talbot
- Elżbieta Czyżewska.....Melinda Kalman

## Sinopse
A advogada criminalista americana bem-sucedida Anne fica sabendo que seu pai, o imigrante húngaro Mike Laszlo, foi acusado de crimes de guerra praticados durante a II Guerra Mundial. O pai a convence a defendê-lo e Anne o faz com competência, mas, à medida que ouve os depoimentos das testemunhas, ela começa a duvidar da inocência dele. As testemunhas não hesitam em acusar Laszlo de ser o criminoso conhecido por "Mishka", líder do grupo "Cruz Seta" (fascistas húngaros), que colaborava com os nazistas e perseguia os judeus, ciganos, comunistas e simpatizantes, cometendo diversas atrocidades.

## Prêmios e indicações
Festival de Berlim
- Venceu - Urso de Ouro (melhor filme)[2]

Oscar 1990
- Indicado -  Melhor atriz (Jessica Lange)[1]

Golden Globe 1990
- Indicado - Melhor atriz - drama[4]